# Elisabeth Koch

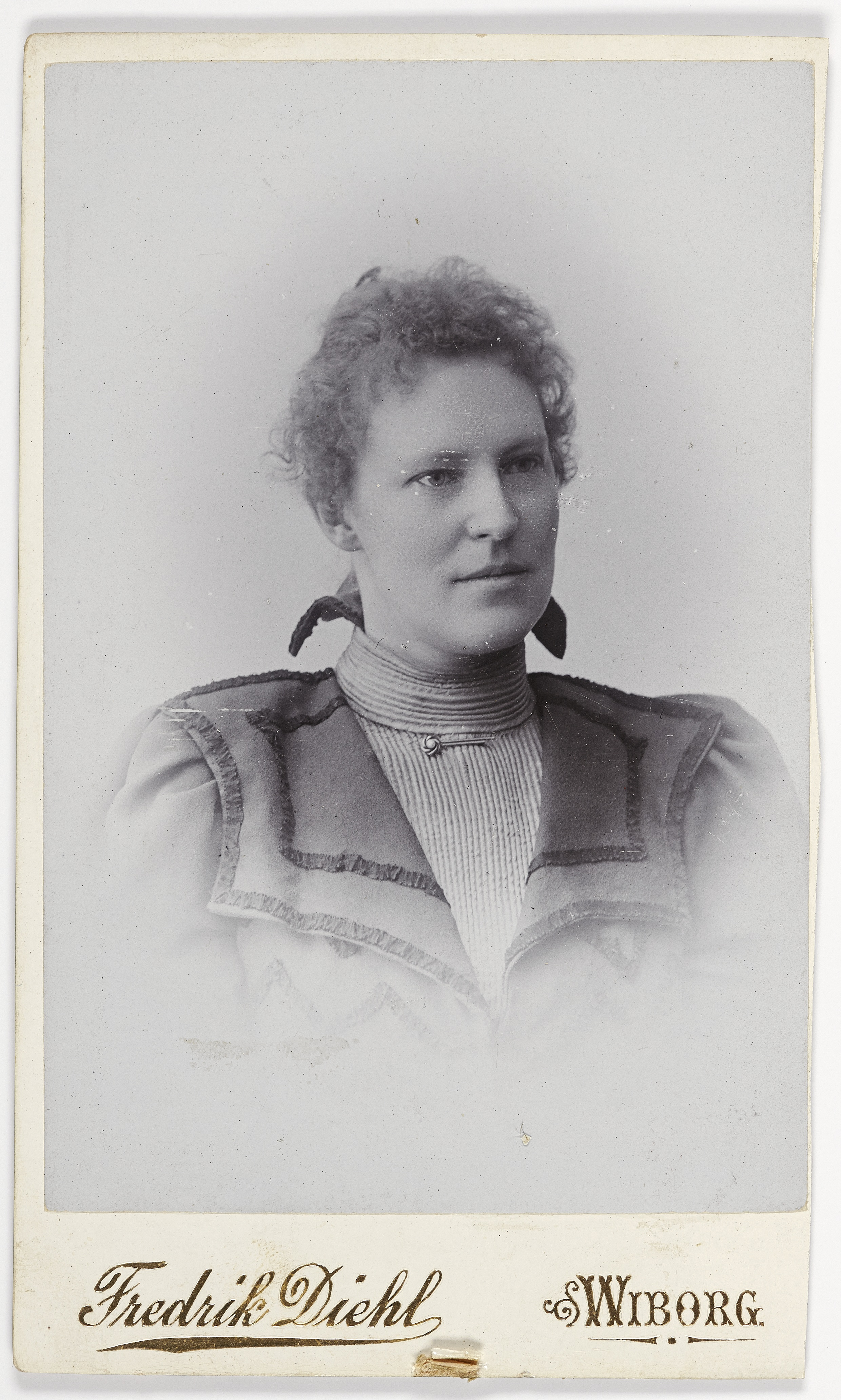
Elisabet Koch

Elisabeth Koch, född den 9 juli 1891 i Helsingfors, död den 4 juli 1982 var en finländsk trädgårdsrådgivare och trädgårdsplanerare. 

## Biografi
Elisabeth Koch utbildade sig först i Högvalla hushålls- och trädgårdsskola i Karis 1911–1912. Efter det gick hon en kurs i trädgårdsplanering i Järvenlinna trädgårdsskola i Sankt Andree. Hon hörde till de första kvinnorna som skapade sig en yrkeskarriär inom trädgårdsbranschen i Finland. Under tre decennier var hon anställd som trädgårdsrådgivare vid Helsingfors stad, där hon planerade flera koloniträdgårdar och en mängd gårdar och trädgårdar vid bostadshus och villaområden. Hon publicerade också flera böcker och artiklar om trädgårdsodling.

## Familj
Elisabeth Koch var äldsta barnet till ingenjören Konstantin Koch från Merijoki gård utanför Viborg och Aurora Lindgren från Helsingfors. Hon hade sex yngre syskon, Mary (född 1892), Otto Konstantin (född 1894), Gerda (född 1895), Edgar (född 1897), Erna (född 1898) och Gertrud Karin Margit (född 1900). Till familjen hörde också adoptivdottern Selma-Maria, som var 10-20 år yngre än sina syskon. Fadern Konstantin Koch arbetade inom sockerindustrin, först vid Tölö sockerbruk i Helsingfors. Senare förde hans arbete familjen bland annat till Jakobstad, där de bodde i nio år, och till Kotka. Elisabeth Koch flyttade hemifrån redan som ung, men behöll starka band till familjen.